# Sorteper (kortspil)
 For alternative betydninger, se Sorteper. (Se også artikler, som begynder med Sorteper)
Sorteper er et kortspil, som spilles af 2 deltagere og opefter med et sæt af 52 spillekort. Formålet med spillet er at undgå at sidde med Sorteper, der er navnet på spar knægt, til sidst i spillet. Klør knægt fjernes fra sættet, og deltagerne skiftes til at trække et kort fra hinandens hænder for at danne par ved at have to kort af samme værdi, og det er uanset, hvilken kulør de to kort har. Sorteper kan ikke parres, og når en deltager i løbet af spillet får parret alle sine kort, vil den udgå af spillet. Til sidst vil en deltager sidde med Sorteper samtidig med, at de andre deltagere ikke har flere kort på deres hænder. Den deltager har tabt spillet.
Navnet Sorteper, er af tysk oprindelse: "fra tysk schwarzer Peter 'spar knægt', også betegnelse for djævelen" og spillet er afledt af Schwarzer Peter. Spillet blev produceret i Danmark af C. Drechsler fra slutningen af 1920'erne.